# Erich Schroetter
Erich Schroetter (* 8. April 1875 in Osterode/Ostpreußen; † 14. Juli 1946 in Madrid, Spanien) war ein deutscher Diplomat und Ministerialdirigent.

## Leben
Geboren als Sohn von Adalbert Schroetter und Therese (geb. Gallandi), besuchte er in seiner Kindheit und Jugend sowohl das Gymnasium in Königsberg in Preußen als auch in Landsberg/Warthe und erhielt 1893 sein Abitur. Anschließend studierte er von 1893 bis 1896 Jura in Berlin, München und Königsberg. Im September 1896 legte er sein Referendarexamen ab und arbeitete seit dem 1. Oktober 1896 als Gerichtsreferendar im preußischen Justizdienst.
Nachdem Schroetter 1902 sein Assessorexamen abgelegt hatte, wurde er 1903 als Gerichtsassessor in den Auswärtigen Dienst berufen.
Bis zu seinem Einsatz im Ersten Weltkrieg, als Hauptmann der Reserve von August bis September 1914, bekleidete er von 1904 bis 1911 das Amt des Vizekonsuls sowohl in Kapstadt und Johannesburg, als auch in Durban. Ab 1911 war er Konsul in Durban und wurde 1917 im Auswärtigen Amt zum Legationsrat ernannt.
Im März 1915 erfolgte die Versetzung in den einstweiligen Ruhestand, jedoch bei Weiterbeschäftigung. Im Februar 1920 wurde Schroetter dann als Ständiger Hilfsarbeiter im Auswärtigen Amt beschäftigt und bekam zwei Monate später er den Charakter als Legationsrat verliehen.
Ab März 1920 war er als diplomatischer Vertreter (Gesandtschaftsrat II. Klasse) in London tätig.

## Die Zeit in Ägypten
Am 22. November 1921 trat Erich Schroetter eine neu geschaffene Stelle als Generalkonsulat in Kairo an, nachdem das Deutsche Reich zuvor lediglich von einem schwedischen Generalkonsul in Ägypten vertreten worden war. Diese neu geschaffene Stellung Schroetters hatte zu dem Zeitpunkt jedoch lediglich einen konsularischen Status, nicht jedoch einen diplomatischen, da der ägyptische Staat zu diesem Zeitpunkt als britisches Protektorat noch unter der Kontrolle der Briten stand. Erst nachdem Ägypten am 28. Februar 1922 in die Unabhängigkeit entlassen worden war, konnte es zu Verhandlungen über die Änderung des diplomatischen Status Deutschlands in Ägypten kommen. In einem am 1. März verfassten Brief an den Ministerialdirektors von Schubert betonte Schroetter die Wichtigkeit der sich nun bietenden Gelegenheit und führte weiter aus, dass auch von britischer Seite keine Vorbehalte zu erwarten seien. Die anschließenden Verhandlungen zwischen Ägypten und Deutschland führten dazu, dass der deutsche Generalkonsul Schroetter ab dem 15. Mai 1922 als Geschäftsträger der aus dem Generalkonsulat hervorgegangenen deutschen Gesandtschaft in Kairo galt. Ein Amt, welches er bis zum 27. März 1923 ausführte, ehe diese Stelle von Josef Mertens übernommen wurde.

## Zwischenjahre
Nachdem Schroetter zunächst ein Jahr in der Rechtsabteilung des Auswärtigen Amts tätig gewesen war, übernahm er am 12. Juni 1924 die Geschäftsstelle des Gesandten in Kowno, wo er seinen Vorgänger Franz Olshausen ablöste. Dort führte er die Geschäfte, bis ihm 1926 Hans Ludwig Moraht folgte.
Bis zu seiner Versetzung in den einstweiligen Ruhestand im Oktober 1932 übte Schroetter verschiedene diplomatische Ämter in unterschiedlichen Ländern aus. So übernahm er nach seiner Amtszeit in Kowno zunächst den Posten des Generalkonsuls in Barcelona, bevor er von 1928 bis zum Juni 1932 als Gesandter in Reval tätig war. Hier arbeitete er unter anderem an einer Übereinkunft zwischen dem Deutschen Reich und Estland in der Frage über Agrarentschädigungszahlungen für Neureichsdeutsche sowie an dem Zustandekommen eines Deutsch-Estnischen Handelsvertrags.

## Schroetter in Dublin
Nach seiner erneuten Versetzung in den einstweiligen Ruhestand im Oktober 1932, übernahm er 1936 die kommissarische Leitung der Gesandtschaft in Dublin als deren Geschäftsträger, nachdem der ursprüngliche Inhaber dieses Postens, Wilhelm von Kuhlmann, im März 1936 seinen Dienst aufgrund von anhaltender Krankheit einstellen musste. Nachdem Schroetter der irischen Regierung gegenüber Bedenken bezüglich möglicher Spionageakte durch den in Irland wohnenden Helmut Clissmann geäußert hatte, geriet er ins Visier der NSDAP-Auslandsorganisation. Der Leiter der Auslandsorganisation, Adolf Mahr, sorgte dafür, dass Schroetter bereits im Juni 1937 wieder zurück nach Deutschland geschickt wurde.

## Letzten Jahre
Nach seiner Rückkehr nach Deutschland übernahm Schroetter eine Stelle in der Personal- und Verwaltungsabteilung des Auswärtigen Amts. Dort arbeitete er, bis er im August 1940 in die Botschaft von Madrid gerufen wurde, um dort die Leitung der Konsularabteilung zu übernehmen. Nach vier Jahren erfolgte im September 1944 seine Versetzung in den Ruhestand.
Am 11. April 1946 erhielt der nach wie vor in Madrid lebende Schroetter einen Brief aus dem spanischen Außenministerium, mit der Aufforderung, Spanien freiwillig zu verlassen. Grund dafür war ein Repatiierungsprogramm, mit Hilfe dessen die Alliierten versuchten, den deutschen Einfluss in Spanien nach dem Zweiten Weltkrieg zu verringern. Dieser Forderung nachkommen konnte Schroetter nicht mehr. Er verstarb wenige Wochen später in Madrid.